# ارتش اعزامی شانگهای
ارتش اعزامی شانگهای (به ژاپنی: 上海派遣軍, Shanhai-haken-gun)، ارتش موقت ژاپن در سطح سپاه در جنگ دوم چین و ژاپن بود.